# Tudor Ulianovschi
Tudor Ulianovschi est un homme politique et diplomate moldave né le 26 mai 1983 à Florești. Il fut ministre des Affaires étrangères et de l'Intégration européenne de 2018 à 2019 dans le gouvernement Filip, et fut auparavant vice-ministre de ce même ministère (2014-2016). 
De 2016 à 2018, il est également ambassadeur en Suisse et au Liechtenstein, ainsi que représentant permanent aux Nations unies et à l'Organisation mondiale du commerce (OMC), ce qui fait alors de lui le plus haut diplomate moldave en poste à Genève. 
Il se porte candidat indépendant lors de l'élection présidentielle moldave de 2024, mais perd dès le 1er tour avec 0,52 % des voix.

## Biographie
Tudor Ulianovschi naît le 26 mai 1983 à Florești. Il étudie à l'Université libre internationale de Moldavie, où il obtient un master of laws en droit international public et commercial, puis étudie à l'Académie diplomatique de Vienne ainsi qu'à l'Institut diplomatique roumain de Bucarest.
En 2014, il fait son entrée au sein du gouvernement moldave, devenant vice-ministre des Affaires étrangères jusqu'en 2016,.
De 2016 à 2018, il est ambassadeur en Suisse et au Liechtenstein, ainsi que représentant permanent aux Nations unies et à l'Organisation mondiale du commerce (OMC), ce qui fait alors de lui le plus haut diplomate moldave en poste à Genève,.
En 2017, il est élu président du Comité de la balance des paiements (Balance of Payments Committee) au sein de l'OMC, devenant le premier diplomate moldave à occuper cette position. 
Il intègre le gouvernement Filip le 10 janvier 2018, au sein duquel il est nommé ministre des Affaires étrangères et de l'Intégration européenne. Il reste à ce poste jusqu'au 8 juin 2019,. 
En juin 2020, il est nommé par la Moldavie candidat au poste de directeur-général de l'Organisation mondiale du commerce, afin de remplacer Roberto Azevêdo,. Il n'est cependant pas élu.  
Les années suivantes, il se tourne vers le domaine privé, devenant vice-président de Grasshopper Energy Corporation, une multinationale canadienne spécialisée dans les énergies renouvelables,.  
Il se porte candidat indépendant lors de l'élection présidentielle moldave de 2024, faisant part de ses positions pro-européennes pendant la campagne. Il perd cependant dès le 1er tour avec 0,52 % des voix, arrivant dernier sur 11 candidats.